# Episodi di Le regole del delitto perfetto (seconda stagione)
La seconda stagione della serie televisiva Le regole del delitto perfetto, composta da 15 episodi, è stata trasmessa in prima visione negli Stati Uniti dal canale ABC dal 24 settembre 2015 al 17 marzo 2016.
In Italia, la stagione è andata in onda in prima visione satellitare dal 20 gennaio al 20 aprile 2016 su Fox, canale a pagamento della piattaforma Sky. In chiaro, la stagione è stata trasmessa nella Svizzera italiana dal 21 giugno al 27 settembre 2016 su RSI LA1 e in Italia dal 19 ottobre al 16 novembre 2016 su Rai 2.
Katie Findlay ricompare come guest star.
| nº | Titolo originale                | Titolo italiano                 | Prima TV USA      | Prima TV Italia  |
| -- | ------------------------------- | ------------------------------- | ----------------- | ---------------- |
| 1  | It's Time to Move On            | È ora di andare avanti          | 24 settembre 2015 | 20 gennaio 2016  |
| 2  | She's Dying                     | Lei sta morendo                 | 1º ottobre 2015   | 27 gennaio 2016  |
| 3  | It's Called the Octopus         | Si chiama la piovra             | 8 ottobre 2015    | 3 febbraio 2016  |
| 4  | Skanks Get Shanked              | Le galline si eliminano         | 15 ottobre 2015   | 10 febbraio 2016 |
| 5  | Meet Bonnie                     | Ti presento Bonnie              | 22 ottobre 2015   | 17 febbraio 2016 |
| 6  | Two Birds, One Millstone        | Due piccioni con un Millstone   | 29 ottobre 2015   | 24 febbraio 2016 |
| 7  | I Want You to Die               | Io voglio che tu muoia          | 5 novembre 2015   | 2 marzo 2016     |
| 8  | Hi, I'm Philip                  | Ciao, sono Philip               | 12 novembre 2015  | 9 marzo 2016     |
| 9  | What Did We Do?                 | Cosa abbiamo fatto?             | 19 novembre 2015  | 16 marzo 2016    |
| 10 | What Happened to You, Annalise? | Che ti è successo, Annalise?    | 11 febbraio 2016  | 23 marzo 2016    |
| 11 | She Hates Us                    | Ci odia                         | 18 febbraio 2016  | 30 marzo 2016    |
| 12 | It's a Trap                     | È una trappola                  | 25 febbraio 2016  | 6 aprile 2016    |
| 13 | Something Bad Happened          | È successa una cosa brutta      | 3 marzo 2016      | 13 aprile 2016   |
| 14 | There's My Baby                 | La mia bambina è tornata a casa | 10 marzo 2016     | 20 aprile 2016   |
| 15 | Anna Mae                        | Anna Mae                        | 17 marzo 2016     | 20 aprile 2016   |

## È ora di andare avanti
- Titolo originale: It's Time to Move On
- Diretto da: Bill D'Elia
- Scritto da: Peter Nowalk

### Trama
Dopo due settimane dalla scomparsa di Rebecca - solo Annalise, Frank e Bonnie sanno che in realtà è morta - tutti cercano di mandare avanti la propria vita. Annalise e la sua squadra prendono in carico il caso di Caleb e Catherine Hapstall, due ragazzi sospettati dalla zia per l'omicidio dei genitori adottivi. Nel frattempo, una vecchia amica di Annalise, l'avvocatessa Eve Rothlo, arriva in città per aiutare Nate, sotto processo per il presunto omicidio di Sam; Eve però sospetta che sia stata proprio Annalise a uccidere il marito e quindi è restia ad accettare il caso. Connor prova il suo amore verso Oliver, sieropositivo, trasferendosi a casa sua, portando a un piano superiore la loro relazione. Michaela invece contatta con il suo telefono il misterioso "EGGS 911". Laurel e Wes intanto sono i sospettati di Frank per l'omicidio di Rebecca ma Annalise capisce chi è il vero assassino: Bonnie. Quest'ultima ammette di averlo fatto, adducendo come motivo la volontà di proteggere Annalise, evitando di correre il rischio che, una volta liberata, Rebecca parlasse (era ormai convinta che ad uccidere Lila fosse stato Sam e non era distante dalla verità, per quanto in realtà questi avesse ordinato l'omicidio a Frank e quindi fosse stato quest'ultimo a commetterlo materialmente, a causa di un debito di cui verrà raccontata l'origine solo più avanti nella storia). Poi Annalise va da Eve e le due si baciano, riprendendo la relazione sentimentale nata fra loro all'università. 
Il giorno dopo, Annalise e i suoi quattro studenti vanno in un club per divertirsi e dimenticare ciò che è successo negli ultimi tempi; il cellulare di Michaela vibra: EGGS 911 ha risposto al suo messaggio. Nel frattempo, Asher rivela alla procuratrice Sinclair, la quale lo sta minacciando di rivelare ciò che è accaduto a Trotter Lake, che l'avvocatessa Eve Rothlo è stata a casa di Annalise; Bonnie viene a conoscenza dell'omicidio della zia di Caleb e Catherine, trovata morta nella sua auto con la gola tagliata, e cerca disperatamente di chiamare Annalise.
Flash-forward: a distanza di due mesi, nella notte si sente un colpo di pistola e subito dopo si vede Wes correre via furtivo dalla casa degli Hapstall. Al suo interno, Annalise è distesa in un lago di sangue, lottando tra la vita e la morte.
- Guest star: Famke Janssen (Eve Rothlo), Katie Findlay (Rebecca Sutter), Conrad Ricamora (Oliver Hampton), Steven Culp (Victor Lesher), Sarah Burns (Emily), Barbara Eve Harris (giudice Fiona Pruitt), Wayne Wilderson (sig. Eastham), Joan McMurtrey (Helena Hapstall), Kendrick Sampson (Caleb Hapstall), Amy Okuda (Catherine Hapstall), Juan Antonio (Levi).
- Ascolti USA: telespettatori 8 380 000 – share 9%[3]

## Lei sta morendo
- Titolo originale: She's Dying
- Diretto da: Rob Hardy
- Scritto da: Erika Green Swafford

### Trama
Si apre l'udienza preliminare per l'omicidio di Sam. La procuratrice Sinclair prima tenta di far sospendere l'udienza a causa del rapporto di amicizia tra Eve e Annalise e poi chiama Annalise come testimone. Attraverso una serie di accuse e insinuazioni, quindi, cerca di incriminare anche Annalise per aver aiutato Nate a uccidere suo marito e anche Eve, non potendo fare altrimenti, la accusa in modo tale da poter scagionare Nate, che si rifiuta di mentire dicendo di aver avuto una lite con Sam per giustificare la sua impronta sull'anello. Alla fine dell'udienza il giudice rimprovera la procuratrice di essersi concentrata su Annalise anziché sulle prove contro Nate e ordina quindi di istituire un nuovo procedimento con capi d'accusa chiari e fondati rimettendo per il momento in libertà Nate.
Scossa dalle accuse e dalle umiliazioni subite in aula, Annalise si sfoga con Bonnie dicendole che non è in grado di fare niente autonomamente. Bonnie le risponde che è lei che non le lascia fare niente da sola in modo da farle sempre ricordare quello che le deve e che lei l'ha salvata. Annalise risponde che in realtà lei non l'ha mai salvata ma anzi la ha condannata perché avere a che fare con lei è una condanna. Eve va poi a casa di Annalise e si scusa per essersi accanita contro di lei e averla messa sul personale, non limitandosi ad accusarla per scagionare Nate. Eve dice di averlo fatto perché è ancora innamorata di lei e non sopporta di non poter stare con lei. Annalise le confessa che lei è la cosa più bella che le sia capitata e di averla lasciata solo per paura. Le due passano la notte insieme e il mattino dopo Nate le vede mentre si salutano baciandosi. Caleb e Catherine Hapstall vengono arrestati per l'omicidio della zia a causa del ritrovamento del DNA di Caleb nell'auto dove è stata trovata morta. I due prima giurano di essere rimasti tutta la sera a casa ma poi Catherine ammette che il fratello è uscito per mezz'ora. Annalise riesce a far liberare i due all'udienza preliminare scoprendo che la polizia ha manomesso il referto del DNA dell'auto per accusare Caleb dell'omicidio. Annalise però si infuria con loro per averle mentito e minaccia di lasciarli se dovessero rifarlo. Frank ha una discussione con Laurel e la respinge dicendole che è stufo di essere usato come un gigolò e che se lei è veramente interessata a lui dovrebbe tentare di conoscerlo veramente. Oliver scopre che Connor ha detto agli altri Keating Four e ad Asher della sua sieropositività e si arrabbia molto con lui. In seguito Oliver gli rivela di aver preso il virus quando in preda alla disperazione per il suo tradimento si era ubriacato ed era andato a letto con un ragazzo conosciuto in un bar che adesso neanche ricorda. Connor si sente in colpa poiché ritiene di essere indirettamente responsabile della sua malattia.
Flash-forward: Wes raggiunge Laurel e Michaela fuori dalla magione degli Hapstall mentre Connor tenta di aiutare Annalise. Wes, Laurel e Michaela convincono anche lui a scappare mentre si scopre che nella casa c'è un altro cadavere: quello della procuratrice Sinclair.
- Guest star: Famke Janssen (Eve Rothlo), Conrad Ricamora (Oliver Hampton), Sarah Burns (Emily Sinclair), Barbara Eve Harris (giudice Fiona Pruitt), Bonita Friedericy (Sandra Guthrie), Wayne Wilderson (sig. Eastham), Matt Cohen (Levi), Amy Okuda (Catherine Hapstall), Kendrick Sampson (Caleb Hapstall).
- Ascolti USA: telespettatori 7 530 000 – share 8%[4]

## Si chiama la piovra
- Titolo originale: It's Called the Octopus
- Diretto da: John Terlesky
- Scritto da: Joe Fazzio

### Trama
Annalise difende Tanya Randolph, fondatrice di una sorta di circolo del sesso chiamato Utopia Circle, che è accusata di omicidio colposo nei confronti di Dominic, un uomo morto di infarto mentre faceva del sesso estremo con lei durante un sex party. Il caso appare subito complicato per via delle implicazioni morali, dei pregiudizi della giuria e dell'omertà degli altri partecipanti al festino che rifiutano di testimoniare al suo processo e si complica ulteriormente quando Annalise scopre che Tanya aveva scambiato le carte che venivano distribuite casualmente alla festa (le due persone che avevano la stessa carta formavano una coppia) in modo da poter fare sesso con Dominic. Tanya è quindi costretta ad ammettere che in realtà era innamorata di Dominic e voleva che lui lasciasse sua moglie. L'esame tossicologico rivela che l'infarto è stato provocato dal misto di viagra e nitroglicerina e Annalise, accusando la moglie di averlo drogato appositamente per ucciderlo per motivi di gelosia dopo aver scoperto che Dominic assumeva viagra, riesce a far assolvere Tanya. Annalise scopre che su un giornale di gossip è stata pubblicata una foto dei fratelli Catherine e Caleb Hapstall che si baciano e un articolo che insinua che fra i due vi sia una relazione incestuosa che peggiora ancor di più la loro situazione e fornisce un movente all'accusa per l'omicidio dei genitori: i due avrebbero ucciso i genitori perché essi dopo aver scoperto dell'incesto avrebbero minacciato di diseredarli. In seguito si scopre che la foto era stata divulgata alla stampa dal procuratore Sinclair che continua a servirsi di Asher come spia in casa Keating spingendolo addirittura a rubare il registratore di Annalise. Quando Asher le comunica di non voler più continuare il suo doppio gioco, lei lo minaccia nuovamente di rivelare il misterioso episodio del suo passato avvenuto a Trotter Lake, legato a una ragazza bionda di nome Tiffany. Questo spaventa Asher che lascia Bonnie e chiede aiuto a suo padre. Michaela continua a frequentare Levi, alias EGGS 911, e Wes scopre la sua identità ma stringe un'alleanza con lui per scoprire la verità su cosa sia accaduto a Rebecca e mantiene il segreto. Infine, Wes si rivolge anche a Nate, con cui Annalise vuole tentare un riavvicinamento.
Flash-forward: Annalise riceve una telefonata da Nate ma non riesce a rispondere. Mentre Nate è in macchina cercando di contattarla si imbatte in Connor, Michaela, Laurel e Wes e li fa salire in macchina.
- Guest star: Sarah Burns (Emily Sinclair), Conrad Ricamora (Oliver Hampton), Jeff Doucette (giudice George Danvers), Bonita Friedericy (Sandra Guthrie), Amy Okuda (Catherine Hapstall), Kendrick Sampson (Caleb Hapstall), Matt Cohen (Levi), Sherri Saum (Tanya), James Patrick Stuart (procuratore), Jen Dede (Cynthia Ewing), John Posey (Bill Millstone), Scott Elrod (sig. Holt).
- Ascolti USA: telespettatori 7 220 000 – share 7%[5]

## Le galline si eliminano
- Titolo originale: Shanks Get Shanked
- Diretto da: Stephen Williams
- Scritto da: Angela Robinson

### Trama
Annalise difende Zoey, un'adolescente accusata di aver ucciso la sua migliore amica Rachel. Zoey afferma di averlo fatto perché costretta da altre due sue amiche, a una delle quali Rachel aveva rubato il ragazzo. Laurel però scopre un video sul suo cellulare che la inchioda dimostrando come in realtà fosse proprio Zoey la leader del gruppo di assassine. Annalise con l'accordo dei genitori vuole far sparire il video per cercare comunque di far assolvere Zoey ma Connor non è d'accordo ritenendo la ragazza pericolosa e capace di uccidere ancora e passa di nascosto il video alla procura. Zoey quindi si tradisce in aula aggredendo la sua amica e venendo quindi condannata. Annalise avverte Connor di non provare più a sabotare le sue cause minacciandolo di far ricomparire la sua auto con le tracce di sangue di Sam. La moglie di Nate, malata di cancro, chiama Annalise dal cellulare del marito e le chiede un favore: procurarle con l'aiuto di Frank delle pillole che la aiutino a togliersi la vita in modo da smettere di soffrire senza dirlo a Nate. Annalise ci pensa ma alla fine rifiuta. Annalise manda Michaela dai fratelli Hapstall per prepararli all'interrogatorio e per cercare di estorcergli la verità sul loro rapporto incestuoso: Michaela scopre che Catherine in realtà è vergine e insieme ad Annalise la convince a sottoporsi a un esame medico per dimostrarlo in modo tale da smentire le voci sull'incesto e screditare le tesi dell'accusa. Asher e il padre stringono un accordo con la procuratrice Sinclair in cambio della sua immunità per i fatti di Trotter Lake; Bonnie, che preoccupata per il suo comportamento lo stava tenendo d'occhio, chiede ad Asher il perché degli incontri con la procuratrice e il ragazzo le dice che la sta aiutando perché crede che Annalise abbia costretto Nate a uccidere Sam. Allora Bonnie decide di mentire addossandosi la responsabilità dell'omicidio di Sam, per difendersi da un suo tentativo di stupro. Nate rivela a Wes che la notte in cui è sparita Rebecca, Frank ha chiamato tre volte un numero: Wes e Levi scoprono che quel numero appartiene a Bruno, un suo vecchio compagno di scuola che lavora in un cimitero e capiscono quindi che l'uomo l'ha aiutato a sbarazzarsi del suo corpo. Al termine dell'episodio Annalise vede Nate e Wes che parlano e sospetta che tramino qualcosa alle sue spalle.
Flash-forward: Annalise viene portata in ospedale in ambulanza mentre Wes, Connor, Laurel e Michaela sono in macchina con Nate che li invita a stare tranquilli e a seguire il piano. Michaela raggiunge quindi Caleb, svelando il suo coinvolgimento nei fatti.
- Guest star: Sarah Burns (Emily Sinclair), Enuka Okuma (Nia Lahey), John Posey (William Millstone), Karina Logue (Rita Kaplan), Amy Okuda (Catherine Hapstall), Kendrick Sampson (Caleb Hapstall), Matt Cohen (Levi Wescott), Sammi Hanratty (Zoey Mitchell), Virginia Gardner (Molly), Damien Leake (dott. Healy).
- Ascolti USA: telespettatori 6 810 000 – share 7%[6]

## Ti presento Bonnie
- Titolo originale: Meet Bonnie
- Diretto da: Stephen Cragg
- Scritto da: Sarah Lindsey

### Trama
Il giudice del caso Hapstall convoca Annalise e la procuratrice Sinclair per decidere se ammettere o meno la testimonianza della zia Helena, poi trovata morta, nel processo. Per evitare che la testimonianza sia ammessa, Annalise e il suo team scovano il video di quando la zia aveva parlato per la prima volta con la polizia dopo aver saputo dell'omicidio del fratello e della cognata. Il video della polizia è interrotto ma con l'aiuto di Oliver che si introduce nel sito della polizia il team riesce a trovare l'audio completo in cui Helena dice di non ricordare in realtà cosa fosse accaduto, oltre a fare commenti razzisti contro i due figli adottivi. Il giudice però decide di ammettere comunque la testimonianza poiché non intende prendere in considerazione quell'audio in quanto ottenuto illegalmente. Dopo che Bonnie gli ha mentito dicendo di essere stata lei a uccidere Sam (inventandosi di aver dovuto difendersi da un suo tentativo di stupro), Asher è combattuto e non riesce a decidere se testimoniare. Alla fine, nonostante i vari tentativi di dissuaderlo di Bonnie, decide di farlo e Annalise, che sa della menzogna raccontata da Bonnie ad Asher, compie l'ultimo disperato tentativo di fermarlo facendogli vedere un video sul passato di Bonnie, che da piccola era stata violentata dal padre. Mentre Oliver si lamenta che debba illegalmente entrare nel sito della polizia, rischiando la galera senza neanche essere pagato da Annalise, Connor gli confessa di aver fatto qualcosa di terribile per cui rischia di finire in carcere alludendo al suo coinvolgimento nell'omicidio di Sam, ma senza rivelargli nei dettagli cosa accadde per non comprometterlo. Alla fine gli dichiara, per la prima volta, di amarlo.
Wes e Levi minacciano Bruno per scoprire cosa gli abbia chiesto Frank la notte in cui morì Rebecca, ma lui sostiene di avergli solo dato la chiave del suo box. Wes ruba le chiavi da Frank per scoprire cosa c'è nel box e vi si reca con Levi, ma Connor, Michaela e Laurel lo seguono insospettiti e Wes è costretto a rivelare loro l'identità del ragazzo. In seguito Levi viene arrestato perché Frank lo incastra nascondendo della droga nel suo bagagliaio in modo da toglierlo di mezzo, mentre Wes scopre che il box contiene solo una valigia piena di soldi: Frank aveva infatti previsto tutto dicendo a Bruno di dire del box a chiunque avesse ficcato il naso, nascondendo lì solo la valigetta cosicché Wes si convincesse che tutto ciò non aveva nulla a che fare con la scomparsa di Rebecca.
Flash-forward: Bonnie scappa dalla villa degli Hapstall e raggiunge Asher in macchina. Poi entra in un bagno pubblico per lavarsi e gettare gli indumenti sporchi di sangue. Quando esce dal bagno scopre che Asher è sparito: il ragazzo sta denunciando qualcosa alla polizia.
- Guest star: Sarah Burns (Emily Sinclair), Conrad Ricamora (Oliver Hampton), April Grace (Renee Garret), Joan McMurtrey (Helena Hapstall), Simon Kassianides (Bruno), Amy Okuda (Catherine Hapstall), Kendrick Sampson (Caleb Hapstall), Matt Cohen (Levi Wescott), John Posey (William Millstone), Ellen Ratner (giudice).
- Ascolti USA: telespettatori 6 950 000 – share 7%[7]

## Due piccioni con un Millstone
- Titolo originale: Two Birds, one Millstone
- Diretto da: Mike Listo
- Scritto da: Michael Foley

### Trama
Mentre lavora insieme al suo team, Annalise riceve la telefonata di Jill Hartford, una sua collega transessuale che le confessa di aver appena ucciso il marito che la aveva maltrattata per anni. Annalise le detta delle precise istruzioni e si reca da lei chiedendo al procuratore di non mandarla a processo in quanto si è trattato di legittima difesa. Il procuratore però non solo vuole accusare Jill dell'omicidio ma anche Annalise per favoreggiamento in quanto aveva istruito Jill su come sistemare la scena del crimine nel modo migliore per farla sembrare legittima difesa. Annalise ricorre quindi a un metodo estremo: consegna al procuratore un dossier con le prove che incriminano il giudice William Millstone per corruzione, in modo tale da permettere al procuratore di far emergere il caso ottenendo una promozione in cambio dell'archiviazione delle accuse contro di lei e contro Jill. Il giudice Millstone riceve quindi un avviso di garanzia e decide di troncare ogni rapporto con il figlio Asher. Wes, Michaela, Laurel e Connor fanno una pessima figura con i fratelli Hapstall facendosi registrare mentre ammettono che li ritengono colpevoli ma hanno un'ottima intuizione riguardo al loro caso: indagare sui loro genitori biologici. Oliver quindi hackera il sito dell'agenzia di adozioni e, cercando il cognome Hapstall, scopre inaspettatamente che loro zia Helena ha avuto un bambino 26 anni prima. Il ragazzo si chiama Philip, abita a due miglia di distanza e con la morte della madre e degli zii sarebbe automaticamente diventato l'erede di tutti i beni di famiglia se anche Caleb e Catherine fossero stati arrestati. Oliver riesce a entrare nel computer di Philip ma si scopre che anche lui è un hacker e sta spiando a sua volta Oliver e Connor. La moglie di Nate muore dopo la lunga malattia. Annalise tenta di andare da Nate per consolarlo ma lui le dice di averle dato le pillole che l'hanno uccisa per farla smettere di soffrire come lei desiderava e si sfoga contro di lei accusandola di avergli tolto gli ultimi momenti che poteva passare insieme a lei avendolo fatto arrestare. Wes continua a voler scoprire la verità su Rebecca e Annalise lo affronta dicendogli che capisce che lui non si fida di nessuno dato che sua madre si suicidò lasciandolo da solo. Frank porta Laurel a conoscere la sua famiglia. La Sinclair, sconfitta da Annalise che ha convinto Asher a testimoniare sul caso dell'omicidio di Sam, consegna a Bonnie un dossier sul ragazzo riguardante il caso di Tiffany a Trotter Lake parlandole di stupro di gruppo.
Flashforward: Annalise viene portata all'ospedale, dove ha un arresto cardiaco, mentre Frank entra urlando disperato solo per farsi riprendere dalle telecamere: appena uscito dal pronto soccorso, infatti, torna calmissimo e monta in macchina, dove sul sedile posteriore giace il corpo di Catherine Hapstall sporco di sangue; Frank la abbandona in un bosco apparentemente morta ma, il mattino seguente quando viene rinvenuta da una poliziotta, la ragazza si risveglia di soprassalto.
- Guest star: Sarah Burns (Emily Sinclair), Alexandra Billings (Jill Hartford), Conrad Ricamora (Oliver Hampton), Kendrick Sampso (Caleb Hapstall), Amy Okuda (Catherine Hapstall), Rick Peters (detective Clay Irvin), Simon Kassianides (Bruno Mancini), Jeffrey D. Sams (procuratore Hollis Feldman), Jefferson White (Philip Jessup), John Posey (William Millstone).
- Ascolti USA: telespettatori 6 270 000 – share 7%[8]

## Io voglio che tu muoia
- Titolo originale: I Want You to Die
- Diretto da: Kevin Bray
- Scritto da: Warren Hsu Leonard

### Trama
Annalise si occupa del caso di un uomo, Dale, che stalkera la sua ex moglie, Sharon, e che è accusato di aver spinto al suicidio il nuovo marito di quest'ultima. Wes, Laurel e Asher vengono chiamati a risolvere il caso, ma è Laurel quella che più di tutti vuole venirne a capo per dimostrare ad Annalise di essere all'altezza. Così, Laurel, usando furbizia e perspicacia, riesce a scoprire che tra Sharon e il procuratore c'è una relazione, e a testimoniare il fatto è il portiere del palazzo in cui i due si incontravano, convinto a deporre con uno stratagemma. Laurel prende di faccia Annalise per dirle di quanto sia stanca di non essere mai presa in considerazione, ma la Keating le spiega che, il non rivolgerle quasi mai la parola è un complimento, perché significa che non deve preoccuparsi per lei. Intanto, Eve ritorna a Filadelfia per difendere nuovamente Nate, incolpato dalla Sinclair di aver contribuito alla morte di sua moglie Nia. Eve sembra più che rilassata nel dedicarsi al caso, in quanto convince un'infermiera dell'ospedale a falsificare i test del sangue di Nia, e riesce quindi a vincere. Eve intrattiene un breve discorso con Wes, mandato da Annalise per controllare l'andamento dell'udienza e, dalle parole del giovane, capisce che è lui la persona che Annalise sta proteggendo nell'omicidio di Sam. Annalise giustifica il suo comportamento dicendo a Eve che Wes non è solo un semplice studente per lei, ed Eve pare comprendere a cosa stia alludendo. Nel frattempo, Bonnie esprime tutto il suo disgusto nei riguardi di Asher per ciò che ha lasciato fare a Tiffany a Trotter Lake, ma quando Asher cerca di farsi perdonare, Bonnie intuisce che Annalise abbia parlato con lui del suo passato col padre. Tra le due scoppia una furiosa lite, che termina con Bonnie che esprime il suo volere Annalise morta al posto di Sam. Nel caso Hapstall, Frank coinvolge Oliver e le sue manie informatiche, grazie alle quali, Oli scopre che Philip è su un sito di incontri gay, così organizza un appuntamento con lui per prelevare tracce del suo DNA da confrontare con un campione di sangue sconosciuto rinvenuto nella villa degli Hapstall. Connor, contrario a questa decisione e in pensiero per l'incolumità di Oliver, si reca all'incontro, ma Laurel, temendo che Philip possa essere un killer e attentare alla vita di Connor, avverte Annalise, che ordina loro di fermarsi all'istante. Nel momento in cui Connor informa Oliver con un messaggio del fallimento del piano, Oli, rincasato, viene sorpreso da Philip.
Flashforward: Wes e Laurel notano Michaela e Connor scappare dalla villa, ma Wes, impugnando una pistola, richiama la loro attenzione, e subito dopo, il corpo della Sinclair si sfracella al suolo, spinto presumibilmente da Bonnie, che si trova sul tetto.
- Guest star: Sarah Burns (Emily Sinclair), Conrad Ricamora (Oliver Hampton), Jefferson White (Philip Jessup), Judith Moreland (giudice Virginia Wilder), Colby French (Barrett Nelson), Eric Lutes (Dale Madden), Susan Walters (Sharon Tidwell), Anna Belknap (Brenda), Famke Janssen (Eve Rothlo).
- Ascolti USA: telespettatori 6 490 000 – share 6%[9]

## Ciao, sono Philip
- Titolo originale: Hi, I'm Philip
- Diretto da: Jennifer Getzinger
- Scritto da: Tanya Saracho

### Trama
Connor ritorna a casa e scopre che Oliver è scomparso. Si reca subito da Annalise e dagli altri e, mentre stanno chiamando la polizia, entrano in casa Oliver e Philip. Annalise cerca di scusarsi con Philip, ma lui non accetta le scuse, dicendo di non essere lui l'assassino e, prima di andarsene, minaccia Annalise di denunciarli alla polizia per stalking. L'incontro con Philip permette però a Oliver di procurarsi un campione del suo DNA da una cannuccia usata da lui mentre discutevano. Il procuratore Sinclair propone a sorpresa a Caleb e Catherine un patteggiamento: Annalise e i suoi cercano di dissuadere Caleb dall'accettare ma Wes consiglia invece a Catherine di farlo, pentendosi di non averlo fatto lui stesso per l'omicidio di Sam. Philip sporge denuncia alla polizia ma Nate risolve la faccenda modificando un file dall'archivio e facendolo passare per schizofrenico. Frank non riesce a far analizzare il campione di DNA di Philip perché il laboratorio è intasato da più di trecento richieste da parte della Sinclair. Questo fa sorgere dei sospetti e grazie ad Asher si scopre che la Sinclair aveva introdotto una cimice nello studio di Annalise. Annalise quindi usa la cimice a suo vantaggio inducendo la Sinclair a riperquisire a vuoto la casa. Catherine però decide di presentarsi spontaneamente dalla Sinclair dichiarandosi colpevole ottenendo solo 10 anni di galera e la libertà per il fratello. Frank, per farle cambiare idea, utilizza parte dei suoi soldi per convincere un'infermiera a effettuare il test del DNA e arriva in aula appena in tempo per impedire a Catherine di accettare definitivamente il patteggiamento. Il DNA di Philip combacia al 99,4% con quello trovato sulla scena del delitto e rivela che Philip è nato dalla relazione incestuosa fra Helena Hapstall e il suo unico fratello, ovvero il padre adottivo di Catherine e Caleb. Catherine manda a Wes uno dei suoi quadri come segno di ringraziamento, e Wes, sfogliando le foto del caso, si rende conto che nella foto di Philip si vede sullo sfondo uno dei quadri di Catherine. Wes avvisa subito Annalise e Nate. Catherine e Philip sono assieme, e lui che le dice di non preoccuparsi e che si occuperà di tutto. Caleb, dopo aver fatto sesso con Michaela, le fa vedere una pistola che ha trovato nello studio di Catherine.
Flashforward: Michaela, Wes, Connor e Laurel rientrano in casa e Bonnie prende la pistola dalle mani di Wes. Dopo che Connor cerca di andarsene, Bonnie minaccia Connor dicendogli che se se ne andrà il prossimo cadavere sarà il suo.
- Guest star: Sarah Burns (Emily Sinclair), Conrad Ricamora (Oliver Hampton), Kendrick Sampson (Caleb Hapstall), Amy Okuda (Catherine Hapstall), Jefferson White (Philip Jessup), April Grace (giudice Renee Garret), Dalila Ali Rajah (Judy).
- Ascolti USA: telespettatori 6 710 000 – share 6%[10]

## Cosa abbiamo fatto?
- Titolo originale: What Did We Do?
- Diretto da: Bill D'Elia
- Scritto da: Michael Foley e Erika Green Swafford

### Trama
Dopo aver visto la pistola, Michaela decide di chiamare per un consulto Connor, il quale vuole mostrarla ad Annalise, mentre Michaela si rifiuta in quanto l'avvocatessa potrebbe essere accusata di occultamento di prove: Catherine si sveglia e ritrova i tre nel soggiorno di casa e Caleb con la pistola in mano, così scappa. Intanto, Nate viene accusato dalla Sinclair di aver modificato alla centrale di polizia un documento riguardante Philip; dopo una discussione con il procuratore, Nate la minaccia davanti a tutto lo staff della polizia e tale azione gli costa il posto di lavoro. Nel frattempo, lo scandalo del padre di Asher viene a galla e il giudice federale Millstone si suicida impiccandosi. La madre di Asher accusa il figlio di essere causa della morte del padre e lo ripudia; così il ragazzo dà la colpa di tutto ciò alla Sinclair e dopo l'ennesima discussione, avvenuta in un parcheggio, in cui lei gli dice che il padre meritava di morire, la investe con la macchina uccidendola. Annalise mostra a Caleb la foto che indica che Catherine abbia un qualche legame con il loro fratellastro e, poiché considera la ragazza colpevole e non la si ritrova dopo la sua fuga, Annalise decide di difendere solo Caleb. Caleb viene inviato a casa di Michaela e, dopo la scoperta della morte della Sinclair, Annalise decide di architettare un nuovo stratagemma in modo che Catherine passi come l'assassina della donna. Invia dunque Frank alla ricerca di Catherine affinché la addormenti somministrandole dei farmaci. Connor si rifiuta di partecipare, allora Annalise svela finalmente ad Asher che ad aver ucciso Sam sono stati i suoi compagni, non Bonnie. Infine, per far risultare la scena del crimine più credibile, Annalise decide di farsi sparare ad una gamba, ma nessuno dei ragazzi vuole farlo. Anche Wes inizialmente si rifiuta, aggiungendo di aver chiamato Nate, ma l'avvocatessa, per convincerlo a fare fuoco, lo provoca gravemente, rivelando che Rebecca non è scomparsa, come finora gli ha fatto credere, ma morta da ormai molto tempo. Wes, però, a quel punto, sorpreso e adirato, la colpisce al ventre anziché alla gamba, con l'intento di ucciderla, e sta per spararle ancora, ma si ferma subito nel sentirla sussurrare il nome Christophe.
Flashback: dieci anni prima, un bambino di nome Christophe si trova nella stazione di polizia durante un interrogatorio con una detective riguardo alla morte di una donna; tale colloquio viene seguito e ascoltato da Annalise ed Eve Rothlo, la quale chiede all'amica cosa hanno fatto.
- Guest star: Sarah Burns (Emily Sinclair), Kendrick Sampson (Caleb Hapstall), Amy Okuda (Catherine Hapstall), Jennifer Parsons (Lydia Millstone), Julie Dretzin (Alexandra Kain), Jefferson White (Philip Jessup), John Posey (William Millstone), Issac Ryan Brown (Christophe Edmond), Famke Janssen (Eve Rothlo).
- Ascolti USA: telespettatori 7 190 000 – share 8%[11]

## Che ti è successo, Annalise?
- Titolo originale: What Happened to You, Annalise?
- Diretto da: Laura Innes
- Scritto da: J.C. Lee

### Trama
Due settimane dopo la sparatoria, Annalise si sveglia in macchina. Bonnie l'ha riportata a casa. Il giorno dopo dovrà testimoniare, incolpando Catherine dell'accaduto. Troppo sconvolta Annalise, rimasta sola in casa, decide di ingoiare delle pillole di antidolorifici che le causano delle allucinazioni di una donna che, dopo averle bussato alla porta, le lascia un bimbo di pochi mesi in braccio. Chiamata da Annalise, Bonnie giunge a casa dell'avvocatessa e si accorge che non è in grado di testimoniare. 
Wes passa le sue giornate nel letto, fin quando Laurel non lo invita a studiare insieme agli altri. Annalise non può testimoniare, così i 5 studenti insieme a Frank scrivono una testimonianza da poter presentare in tribunale. Il giudice si oppone e vuole Annalise in aula, così Laurel le telefona. Annalise si presenta e dichiara che sia stata Catherine a spararle, ma si lascia sfuggire anche che la ragazza non ha ucciso i suoi genitori, perché glielo ha rivelato quando la difendeva; la donna viola quindi il segreto professionale, facendo sembrare tutto colpa delle sue precarie condizioni mentali. In realtà Annalise incontra poi Caleb in macchina e gli svela di averlo fatto per proteggere Catherine facendola sembrare una vittima non responsabile delle sue azioni. Caleb va dalla sorella e la convince che è stato proprio Philip a drogarla e per effetto della droga è stata lei a sparare ad Annalise. Tornati in aula Catherine confessa di aver sparato ad Annalise, perché drogata da Philip. Il procuratore quindi le propone un accordo, una pena di soli 5 anni di carcere in cambio della sua testimonianza contro Philip. Laurel è preoccupata per Wes che è ancora scosso e non vuole che faccia qualcosa di sbagliato; il ragazzo va a casa di Annalise e cerca informazioni che riguardano il suo vero nome Cristophe ma non trova nulla e quando arriva la professoressa a casa lei si rifiuta di rispondere alle sue domande e gli chiede di andar via. Annalise subito dopo però si pente di aver mandato via Wes e lo chiama dalle scale, ma lui è già uscito e la donna ha un'altra allucinazione, in cui trova il neonato sulla poltrona e balla per casa con lui in braccio.
Flashback: Annalise è al parco e si siede vicino a una donna, proprio quella che aveva visto in una delle sue allucinazioni. L'avvocatessa è incinta e afferma di aspettare un maschio. L'altra donna di nome Rose, le fa vedere suo figlio che gioca tra gli altri bambini.
- Guest star: Conrad Ricamora (Oliver Hampton), Benito Martinez (Todd Denver), Kendrick Sampson (Caleb Hapstall), Amy Okuda (Catherine Hapstall), Cristine Rose (giudice Wenona Sansbury), Mary Pat Gleason (Robin Laforge), Kelsey Scott (Rose Edmond).
- Ascolti USA: telespettatori 5 820 000 – share 6%[12]

## Ci odia
- Titolo originale: She Hates Us
- Diretto da: Bill D'Elia
- Scritto da: Erika Harrison

### Trama
Annalise, definitivamente guarita, ritorna al suo lavoro e difende Jason, un ragazzo che ha ucciso un suo coetaneo dopo una lite finita male. Mentre Jason sta per accettare un accordo con la procura che prevede quindici anni di carcere per omicidio di secondo grado, interviene la madre della vittima che propone di ricorrere alla giustizia riparativa ovvero un colloquio privato che potrebbe portare a una pena minore per il ragazzo tramite il suo perdono. Annalise intuisce che tale situazione potrebbe al contrario peggiorare le cose e tenta di opporsi all'azione ma il giudice lo consente. Il ragazzo però, colpito dalla volontà della madre della vittima di perdonarlo, ammette di aver ucciso volontariamente suo figlio e di averlo lasciato morire senza chiamare i soccorsi. Questo induce la procura a cambiare l'accusa in omicidio di primo grado e il ragazzo, nonostante l'opposizione della madre della vittima che continua a volerlo perdonare per non vivere il resto della sua vita nell'odio, accetta di scontare l'ergastolo perché capisce di meritare di essere punito. Caleb fa visita ad Annalise nel suo studio perché non è soddisfatto del suo nuovo avvocato e la supplica di aiutarlo a ritrovare Philip ma lei rifiuta. Wes si rivolge a una clinica affinché gli vengano prescritti dei sonniferi ma al rifiuto del medico di guardia si irrita facendo un riferimento al suicidio e viene quindi ricoverato nell'ala psichiatrica. Laurel è molto preoccupata che Wes possa cedere e raccontare tutto riguardo alla notte in cui sparò ad Annalise ma quest'ultima si rifiuta di fare qualcosa per farlo dimettere, provocando un risentimento in tutti i ragazzi che la abbandonano. Alla fine dell'episodio Annalise si decide a rivelare a Wes qualcosa riguardo al rapporto con sua madre nel passato e lascia un fascicolo davanti al suo appartamento. Frank è arrabbiato con Laurel perché non gli ha detto del ricovero di Wes e la ragazza reagisce dicendogli che anche lui non le dice mai le cose brutte che fa per Annalise, che non potrà mai farlo e che quindi lei non potrà mai conoscerlo veramente, troncando così la loro relazione. Allora Frank, inaspettatamente, le confessa di aver ucciso Lila. 
Connor riceve una mail, probabilmente inviatagli da Philip, contenente un video della notte in cui inscenarono l'omicidio della Sinclair e non sapendo che fare chiama Annalise mettendo da parte il risentimento nei suoi confronti.
Flashback: Durante la sua gravidanza, Annalise sta lavorando al caso federale di Charles Mahoney a Cleveland, in Ohio, che si scopre essere collegato in qualche modo a Rose, la madre di Wes. Durante un loro incontro, infatti, Annalise le rivela di essere un avvocato che sta lavorando sul caso e questo sembra spaventare molto la donna che sta per andarsene ma Annalise la rassicura dicendo che farà in modo che a lei e a suo figlio non accada niente.
- Guest star: Tom Verica (Sam Keating), Conrad Ricamora (Oliver Hampton), Paula Newsome (Joyce Robinson), Kendrick Sampson (Caleb Hapstall), Carlos Miranda (Jason Murray), Michelle Azar (procuratore Leigh), Kelsey Scott (Rose Edmond), Patricia Belche (giudice Corrine Stefano), Alexandra Metz (Melanie Dalton).
- Ascolti USA: telespettatori 4 880 000 – share 5%[13]

## È una trappola
- Titolo originale: It's a Trap
- Diretto da: Mike Listo
- Scritto da: Joe Fazzio e Tanya Saracho

### Trama
Annalise chiama tutti i ragazzi tranne Wes per discutere della mail di Philip, che nel frattempo ha chiesto un milione di dollari per evitare di mandare i video alla polizia. Dapprima Annalise cerca di procurarsi i soldi offrendo il suo aiuto a Caleb perché le paghi un'ingente somma. Poi però decide, anche su consiglio di Nate, di ignorarlo pensando che sia tutto un bluff in quanto anche Philip non vuole essere trovato. Dopo la scadenza dell'ultimatum però ricevono un altro video che riprende Annalise e Nate in casa la sera prima. 

Laurel è sconvolta dopo la confessione di Frank, scappa e va a casa di Wes dove lo trova intento a esaminare il fascicolo lasciatogli da Annalise: quando Wes le dice che il caso riguarda sua madre, Laurel gli propone di andare a Cleveland per scoprirne di più. Lì consultano gli atti del processo Mahoney scoprendo che sua madre si era rifiutata di testimoniare a favore dell'accusato ma, tra la moltitudine di fogli, Laurel ne nasconde uno dove si parla di possibile omicidio con sospettato principale lo stesso Wes, all'epoca dodicenne. Al loro ritorno Laurel lo mostra subito ad Annalise chiedendole se lei sapeva.
Connor ha paura di Philip e pensa di trasferirsi a Stanford chiedendo a Oliver di andare con lui.
Flashback:
Annalise chiede a Rose, che all'epoca lavorava come donna delle pulizie nell'azienda dei Mahoney, di testimoniare in favore del suo cliente e le due si accordano per una testimonianza anonima ma al processo Rose scappa per paura che il procuratore dell'accusa dopo il suo intervento l'avrebbe fatta rimpatriare. Annalise allora va a casa di Rose facendole capire che se non dovesse farlo i Mahoney potrebbero anche farle del male.
- Guest star: Tom Verica (Sam Keating), Roxanne Hart (Sylvia Mahoney), Conrad Ricamora (Oliver Hampton), Kendrick Sampson (Caleb Hapstall), Amy Okuda (Catherine Hapstall), Kelsey Scott (Rose Edmond), Julie Dretzin (Alexandra Kain), Wilson Bethel (Charles Mahoney), Andy Umberger (Henry Schuler), Jill Basey (bibliotecaria), Adam Arkin (Wallace Mahoney).
- Ascolti USA: telespettatori 4 880 000 – share 5%[14]

## È successa una cosa brutta
- Titolo originale: Something Bad Happened
- Diretto da: Zetna Fuentes
- Scritto da: Michael Foley e Warren Hsu Leonard

### Trama
Wes torna dalla psichiatra per parlare della madre, ma lei gli consiglia di parlarne direttamente con Annalise. Annalise dice a Laurel di non preoccuparsi di Wes e che non sono affari suoi e decide di proteggere il gruppo dalle minacce di Philip. Si reca quindi dal procuratore Denver con il computer di Connor su cui ci sono i video inviati da Philip che collocano i K5 sulla scena del crimine la notte della morte della Sinclair. Annalise consegna il computer in cambio dell'immunità per quella notte a tutti, che il procuratore è costretto a concedere per poter così avere dal computer informazioni su dove si trova ora Philip. Laurel, Michaela, Connor e Oliver passano la notte a casa di Asher, mentre Annalise va da Nate. Wes, giunto a casa di Annalise, trova il foglio in cui veniva sospettato di aver ucciso la madre e torna dalla psichiatra. Lei lo convince che si sia trattato di suicidio e consiglia a Wes di lasciar perdere. Il ragazzo torna a casa deciso a mettere tutto da parte, quando su uno dei fogli del processo trova la firma di Eve. Laurel implora Annalise di parlare con Wes perché teme che possa farsi del male. Frank dice a Laurel di amarla ma la ragazza tronca la relazione perché non vuole stare con un omicida; Bonnie nel frattempo ascolta la conversazione attraverso una trasmittente e scopre così anche lei la verità sull'omicidio di Lila Stangard. Annalise si reca a casa di Wes trovando la porta aperta, le luci accese e sente rumori provenienti dall'interno. Entrata, riceve una telefonata di Eve che le dice di aver trovato Wes nel palazzo ad aspettarla. Annalise le dice di chiamare il 911 perché c'è qualcuno nell'appartamento di Wes e cerca di scappare, ma viene bloccata da Philip che, uscendo da sotto il letto, la aggredisce.
Flashback: Rose viene messa in prigione perché non ha la green card e viene raggiunta da Eve, l'avvocato dell'immigrazione a lei assegnato. Eve è stata in realtà mandata da Annalise per convincere la madre di Cristophe a testimoniare al processo Mahoney. Rose si convince a farlo e viene mandata a casa con il figlio ma in realtà il suo piano è di scappare con il figlio, che, non capendo il comportamento della madre, scappa da lei appena saliti in macchina. Rose torna a casa e viene raggiunta da Annalise che, dopo un incontro con il padre dell'imputato nel quale quest'ultimo aveva persino minacciato Cristophe nel caso Rose non avesse testimoniato, le dice che lei proteggerà entrambi. Rose però ha paura dell'uomo e si pugnala al collo, appena dopo aver chiesto ad Annalise di prendersi cura del figlio. Annalise fugge dall'appartamento dopo aver sentito Cristophe rientrare e chiamare il 911.
- Guest star: Conrad Ricamora (Oliver Hampton), Benito Martinez (Todd Denver), Kendrick Sampson (Caleb Hapstall), Jefferson White (Philip Jessup), Kelsey Scott (Rose Edmond), Alexandra Metz (Melanie Dalton), Isaac Ryan Brown (Christophe Edmond), Adam Arkin (Wallace Mahoney), Famke Janssen (Eve Rothlo).
- Ascolti USA: telespettatori 4 530 000 – share 5%[15]

## La mia bambina è tornata a casa
- Titolo originale: There's My Baby
- Diretto da: Stephen Williams
- Scritto da: J.C. Lee e Erika Harrison

### Trama
Annalise riesce a liberarsi da Philip e va alla polizia dove viene raggiunta da Eve e Wes. Tornati a casa, Eve chiede ad Annalise di andare con lei a New York per restare al sicuro, ma lei decide di rimanere a casa. Michaela accusa Annalise di non aver protetto Caleb, che nel frattempo è scomparso. Il procuratore Denver convoca i Keating Five per far loro alcune domande circa la loro presenza nei video della notte dell'omicidio della Sinclair, ma tutti riescono a cavarsela. I Keating Five e Oliver decidono di rifugiarsi a casa di Annalise per passare la notte, ma l'avvocatessa caccia tutti tranne Wes. I ragazzi si recano in un bar dove Oliver dice a Connor di essersi licenziato e Asher e Michaela hanno un rapporto. Annalise dice a Wes la verità sulla sua storia: suo padre non è morto, ma è Wallace Mahoney, e lei ha cercato di proteggerlo: Wes inizia dunque a cercare informazioni sul suo vero padre. Bonnie affronta Frank sull'omicidio di Lila capendo che è stato Sam a chiedergli di uccidere la ragazza e che Annalise non lo sa. Laurel, ubriaca, va da Annalise per scoprire cos'è successo tra lei e Wes, ma non ottenendo risposte le chiede se ha ordinato lei a Frank di uccidere Lila. Annalise, sconcertata e delusa, prepara una valigia e torna da sua madre.
Flashback: Dopo la morte di Rose, Annalise affronta Wallace scoprendo che è lui il padre di Cristophe. Annalise chiede a Eve di testimoniare per il bambino, ma in seguito al suo rifiuto, decide di proteggerlo lei stessa. Mentre si reca in auto alla polizia ha un terribile incidente e in ospedale partorisce, ma il bambino nasce morto.
- Guest star: Tom Verica (Sam Keating), Adam Arkin (Wallace Mahoney), Conrad Ricamora (Oliver Hampton), Benito Martinez (Todd Denver), Emily Swallow (Lisa Cameron), Jefferson White (Philip Jessup), Julie Dretzin (Alexandra Kain), Kiran Deol (Veronica Lira), Cicely Tyson (Ophelia Harkness), Famke Janssen (Eve Rothlo).
- Ascolti USA: telespettatori 4 800 000 – share 5%[16]

## Anna Mae
- Titolo originale: Anna Mae
- Diretto da: Bill D'Elia
- Scritto da: Peter Nowalk

### Trama
Ophelia organizza una festa di bentornata ad Annalise, a cui partecipa anche il padre della donna, con il quale ha un rapporto tormentato. Presso l'ufficio di Annalise, la squadra deve fare i conti con la notizia che Denver ha emesso un mandato di arresto per la donna, sospettando che ci sia un traditore che l'ha incastrata (in seguito grazie a un filmato scoprono che costui è Caleb). Intanto Laurel rivela a Frank che il padre biologico di Wes è Wallace Mahoney. Oliver rintraccia il luogo in cui è finita Annalise, dopo di che Nate va a Memphis per incontrarla di persona, trattenendosi a cena con la sua famiglia. Durante la cena, Annalise ribadisce di non voler rivolgere la parola a suo padre, che in precedenza ha abbandonato la famiglia quando era ancora una bambina. La mattina seguente, Annalise torna a Middleton e incontra Denver, rivelandogli che Caleb è stato il serial killer per tutto il tempo e mostrandogli una chiavetta USB datale da Philip durante il loro incontro all'appartamento di Wes dove sono contenuti i dati del fitness tracker di Caleb (che indicano che lui si trovava esattamente nel luogo dove morì Helena Hapstall, la madre di Philip). A riprova di ciò c'è la testimonianza di Catherine, la quale ammette di essere innamorata di Caleb e di non averlo trovato nella sua camera la notte nella quale morirono i loro genitori. Mentre la polizia inizia a cercare l'uomo, si scopre che egli si è ucciso. Più tardi, Oliver sabota il progetto di Connor, cancellando la mail di conferma circa la sua accettazione da Stanford e chiamando l'istituto per rifiutare il suo posto. Bonnie rivela ad Annalise quello che Frank ha fatto e il motivo per cui è stato costretto, e questa risponde che l'uomo deve sparire. Laurel visita l'appartamento di Frank, ma scopre che ha già lasciato la città. Wes incontra Wallace Mahoney per la prima volta, ma poco prima che riesca a parlargli questi viene ucciso da un cecchino.
Flashback: Emerge che la donna incontrata da Frank nel precedente episodio lavora per Wallace: lei gli offre la ricompensa di una valigia piena di soldi per piazzare una cimice nella camera di Annalise. Lui acconsente e, dopo aver sentito che Annalise è in procinto di rivelare la verità all'agente dell'FBI che ha interrogato Wes, la donna chiama Wallace, il quale le chiede di "occuparsene lei", il che significa che l'incidente d'auto è stato programmato per impedire ad Annalise di parlare. Frank, disperato, lo rivela a Sam e l'uomo minaccia Frank di rovinargli la vita se lui confessa tutto ad Annalise. Si scopre quindi il motivo per cui Sam, la notte in cui chiede a Frank di uccidere Lila Stangard, fa riferimento al fatto che Frank glielo deve.
- Guest star: Tom Verica (Sam Keating), Conrad Ricamora (Oliver Hampton), Benito Martinez (Todd Denver), Kendrick Sampson (Caleb Hapstall), Amy Okuda (Catherine Hapstall), Jefferson White (Philip Jessup), T.K. Carter (Thelonious Harkness), Roger Robinson (Mac Harkness), Emily Swallow (Lisa Cameron), Gwendolyn Mulamba (Celestine Harkness), Adam Arkin (Wallace Mahoney).
- Ascolti USA: telespettatori 5 290 000 – share 5%[17]